# Mick Dierdorff
Mick Dierdorff (30 de abril de 1991) es un deportista estadounidense que compite en snowboard, especialista en la prueba de campo a través. Ganó dos medallas de oro en el Campeonato Mundial de Snowboard de 2019.

## Medallero internacional
| Campeonato Mundial | Campeonato Mundial         | Campeonato Mundial | Campeonato Mundial              |
| Año                | Lugar                      | Medalla            | Competición                     |
| ------------------ | -------------------------- | ------------------ | ------------------------------- |
| 2019               | Park City (Estados Unidos) | Medalla de oro     | Campo a través                  |
| 2019               | Park City (Estados Unidos) | Medalla de oro     | Campo a través por equipo mixto |